# Daniel Koechlin
Pour les articles homonymes, voir Koechlin.
Daniel Koechlin (prononcé ke'klɛ̃), né en 1845 et mort en 1914, est un peintre français d'origine alsacienne.

## Biographie
Né Jules Camille Daniel Koechlin le 4 décembre 1845 à Mulhouse, il est le fils aîné de Georges Michel Koechlin, dit Jules Koechlin (1816-1882) et de Camille Dollfus. Il fait partie de la famille Koechlin, industriels de la région alsacienne, par ailleurs grands collectionneurs d'art. Son frère cadet est le musicien Charles Koechlin. Daniel s’essaye dans un premier temps au dessin sur toiles peintes, en rapport avec les industries gérées par sa famille, dont la Dollfus-Mieg et Compagnie. En 1869, il entreprend un voyage en Égypte.
En juillet 1870, il est mobilisé dans le cadre de la Guerre franco-prussienne, et reçoit une décoration d'ancien combattant. Après le conflit, il fréquente l'atelier de Jean-Jacques Henner.
Il exposa au Salon de Paris à partir de 1874 deux paysages inspirées de la Normandie, puis au Salon des artistes français, de 1880 à 1912, dont il devient membre en 1901.

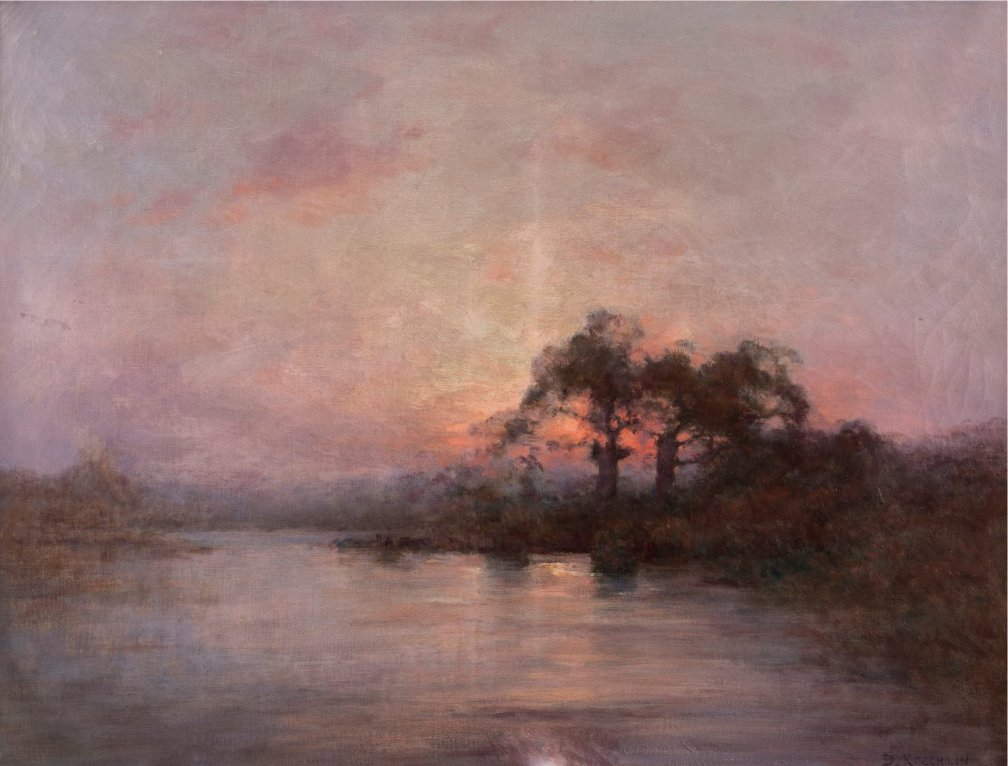
Coucher de soleil sur un lac, collection privée.

En 1882, il épouse Berthe Weiss, originaire de Kingersheim. Il passe de nombreux séjours à Villers-sur-mer où sa mère possède une villa.
Il meurt le 2 avril 1914 à Kingersheim (Empire allemand).
Il est membre de la société amicale La Marmite.
Il ne doit pas être confondu avec Alfred-Eugène Koechlin, également peintre (1845-1878).